# Guglielmo di Prussia (1882)
Federico Guglielmo di Germania e Prussia (Potsdam, 6 maggio 1882 – Hechingen, 20 luglio 1951) è stato un nobile e generale tedesco.
Fu principe ereditario (Kronprinz) dell'Impero tedesco e di Prussia sino al 1918, ma non salì mai sul trono a seguito della sconfitta tedesca nella prima guerra mondiale. Diventò capo della casata di Hohenzollern alla morte del padre nel 1941.
Figlio primogenito ed erede dell'ultimo imperatore tedesco, Guglielmo II, fu anche l'ultimo principe ereditario dell'Impero tedesco e del Regno di Prussia. Dopo la morte di suo nonno, l'imperatore Federico III, Guglielmo divenne principe ereditario all'età di sei anni, mantenendo il titolo per più di trent'anni sino alla caduta dell'impero il 9 novembre 1918. Durante la prima guerra mondiale comandò la 5ª armata dal 1914 al 1916 e fu comandante del gruppo d'armate del principe ereditario per il resto del conflitto. Il 4 giugno 1941, con la morte del padre, divenne capo della casata degli Hohenzollern e mantenne tale posizione per un decennio, fino alla sua morte il 20 luglio 1951.

## Biografia

### I primi anni e la prima guerra mondiale

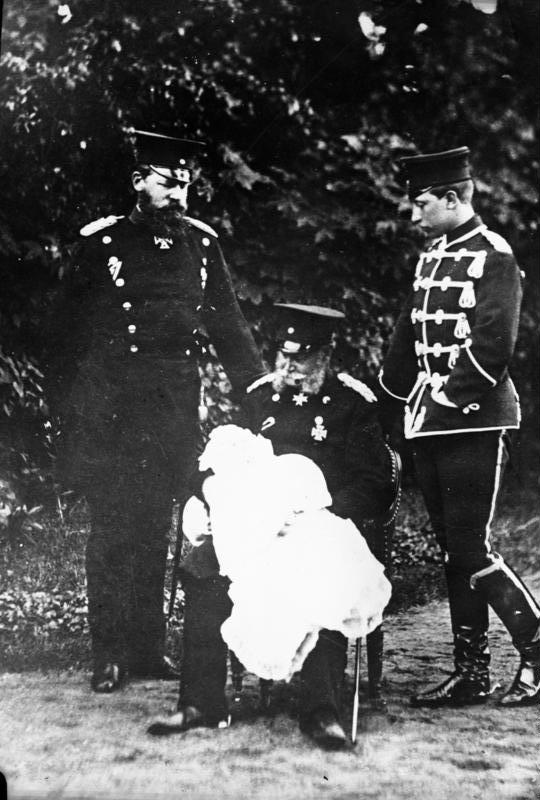
Il piccolo principe ereditario Guglielmo di Prussia (in fasce), attorniato dal padre Guglielmo (futuro Guglielmo II, a destra), dal nonno Federico (futuro Federico III, a sinistra) e dal bisnonno imperatore Guglielmo I di Germania, che lo tiene in braccio

Guglielmo nacque il 6 maggio 1882 al Marmorpalais di Potsdam, figlio primogenito dell'allora principe Guglielmo (poi imperatore col nome di Guglielmo II) e di sua moglie, la principessa Augusta Vittoria di Schleswig-Holstein-Sonderburg-Augustenburg.
Il principe ricevette la propria prima educazione presso la Prinzenhaus di Plön, per poi ricevere un'educazione militare sotto la supervisione del generale Erich von Falkenhayn, incaricato personalmente da Guglielmo II di formare il giovane Guglielmo secondo le più rigide regole della milizia prussiana. Il 30 maggio 1900, dopo il compimento del suo diciottesimo compleanno, entrò nell'esercito tedesco col grado di sottotenente della 2ª compagnia del 1º reggimento delle guardie dell'imperatore e il 1º settembre di quell'anno venne promosso tenente. Dal 1901 al 1903 frequentò l'Università di Bonn, ove studiò diritto amministrativo ed entrò a far parte, come già il padre, dei Corps Borussia Bonn. Il 6 maggio 1903 rientrò a Potsdam come comandante della 2ª compagnia del 1º reggimento delle guardie dell'imperatore. Il 2 novembre 1910 partì per un viaggio di diversi mesi che lo portò dapprima in India e poi in Egitto. Nel 1911 rientrò in Germania per assumere il comando del 1º reggimento di ussari di stanza a Danzica. In quello stesso anno entrò a far parte dell'associazione culturale Alldeutscher, che si proponeva l'unificazione linguistica di tutto il popolo tedesco con l'intento di perseguire la politica paterna nel voler accentrare il ruolo della Germania come grande potenza europea.

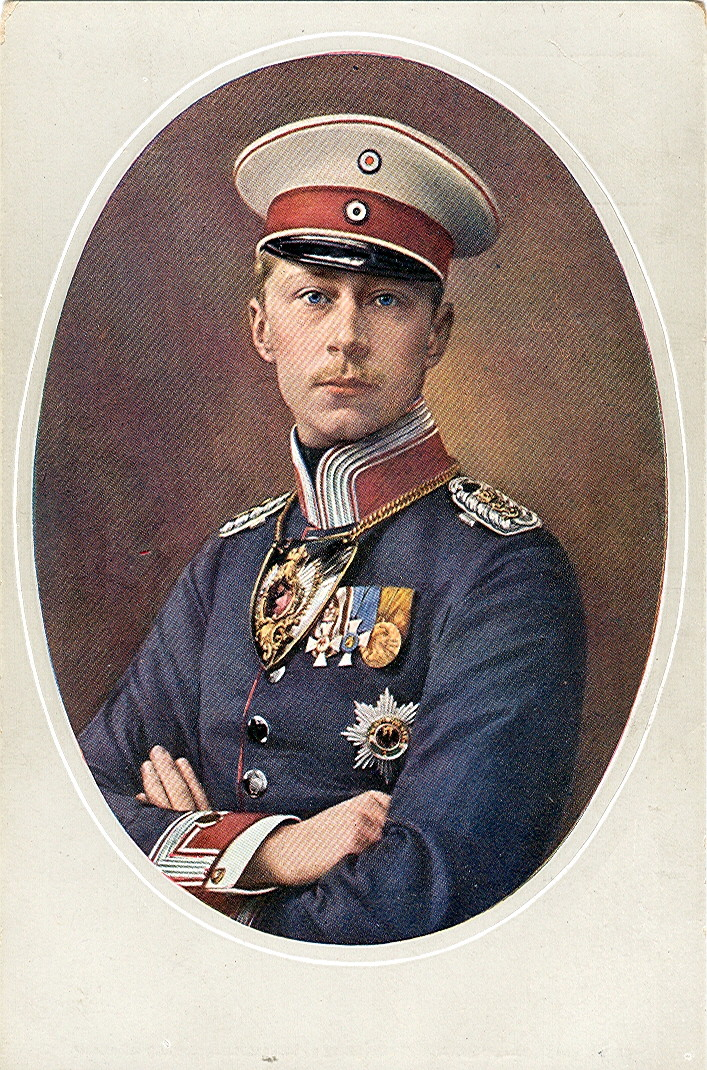
Il principe ereditario Guglielmo in una cartolina a colori del 1915

Allo scoppio della prima guerra mondiale ebbe il comando della Quinta Armata, comando che mantenne fino al 1916, incluso il periodo della battaglia di Verdun. Malgrado questo ruolo, la presenza effettiva di Guglielmo sul campo di battaglia, data la sua posizione di erede al trono, fu simbolica e l'effettivo comando pratico venne affidato a Konstantin Schmidt von Knobelsdorf sino al 21 agosto 1916, per poi passare a Walther von Lüttwitz sino alla conclusione della guerra. Guglielmo, giovane entusiasta, non era felice di questo ruolo a latere nelle vicende belliche, ma il suo ruolo era stato fissato da un chiaro ed imperativo ordine del padre, che gli aveva inviato una lettera proprio all'inizio della guerra con contenuti brevi ma chiari:
È ad ogni modo risaputo che il principe Guglielmo entrò in conflitto diverse volte coi suoi generali, soprattutto perché egli, a differenza degli altri militari, in una situazione disperata come quella che preludeva alla battaglia di Verdun, avrebbe voluto mantenere una posizione difensiva anziché un comportamento aggressivo. Nel 1916 Guglielmo venne nominato generale di fanteria e comandante del gruppo d'armate Deutscher Kronprinz, col quale ad ogni modo dovette sottostare alle decisioni strategiche dei suoi ufficiali. Il susseguirsi degli eventi della prima guerra mondiale rese la posizione di Guglielmo II sempre più debole e le sconfitte subite pesavano ancora di più sul principe ereditario, dal momento che anche lo stesso Guglielmo, in politica interna, aveva delle preferenze particolari. Le dimissioni del cancelliere Bethmann Hollweg il 13 luglio 1917 fecero sì che il principe descrivesse quella giornata come "una delle più belle della sua vita"; contribuì inoltre alle dimissioni di Rudolf von Valentini.

### Il crollo dell'Impero tedesco, l'esilio ed il rientro in Germania

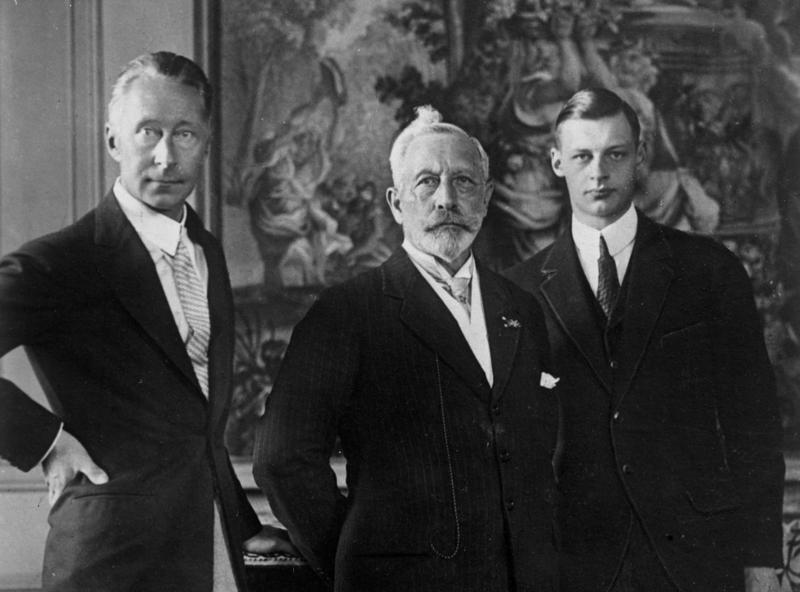
Il principe Guglielmo con il padre, l'ex imperatore Guglielmo II, ed il figlio Guglielmo in una fotografia del 1927

A seguito della rivoluzione del novembre 1918, i soldati di Guglielmo nella 5ª armata si ammutinarono. Poco dopo sia Guglielmo che il padre abdicarono e l'ex principe ereditario andò in esilio sull'isola di Wieringen nei Paesi Bassi, col permesso di allontanarvisi periodicamente per far visita ai genitori a Doorn. Guglielmo era in un primo tempo restìo ad abdicare, nella speranza, anche dopo l'abdicazione del padre, di riuscire a mantenere le redini del governo nazionale, ma venne infine convinto a seguire il genitore in Olanda dai fidi collaboratori, i generali Friedrich von der Schulenburg e Karl von Einem. Rinunciò ufficialmente ai propri diritti sulla corona tedesca e su quella prussiana il 1º gennaio 1919.
Subito dopo il suo arrivo nei Paesi Bassi, Guglielmo continuò a seguire le vicende politiche della vicina Germania, criticando in particolar modo il Trattato di Versailles del 1919 e le dure condizioni imposte alla Germania dopo la fine della grande guerra, cavalcando l'onda di malcontento presente in patria. Guglielmo rientrò in Germania nel 1923 grazie agli sforzi del cancelliere Gustav Stresemann, dopo aver assicurato di non avere ambizioni politiche, prendendo residenza dapprima a Oels, in Slesia, per poi trasferirsi a Potsdam. Nonostante queste rassicurazioni, Guglielmo, infatti, coltivò per un certo periodo l'idea di presentarsi come candidato alla presidenza della Germania nelle elezioni del 1932, opponendosi a Paul von Hindenburg. Tale idea fu però bocciata dal padre con le seguenti parole:

### L'appoggio a Hitler

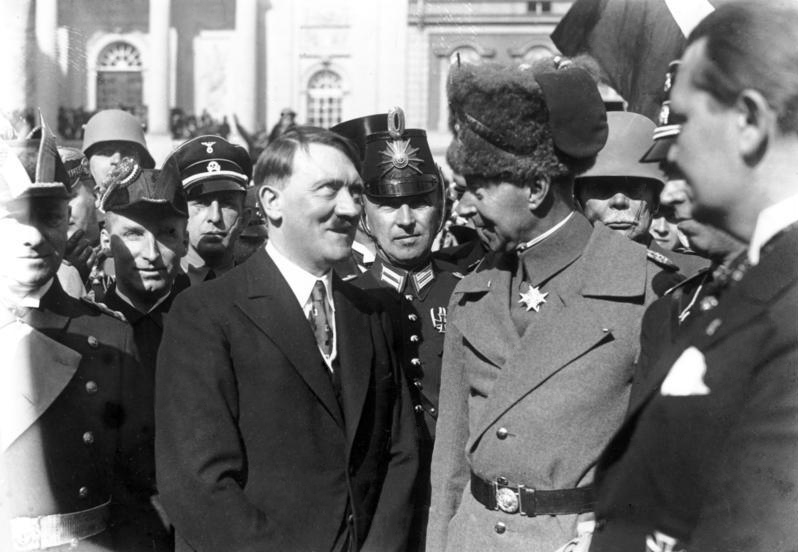
Il principe Guglielmo si congratula con Adolf Hitler dopo la sua vittoria alle elezioni

Guglielmo rimase ad ogni modo vicino agli ambienti politici che andavano evolvendosi nella Germania degli anni '20 e soprattutto seguì con attenzione e trepidazione il progressivo crollo della Repubblica di Weimar.
Già dal 1926 egli aveva conosciuto al castello di Cecilienhof un ancora sconosciuto Adolf Hitler, col quale iniziò a intessere dei rapporti di stretta amicizia e supporto reciproco. La moglie di Guglielmo, la principessa Cecilia, descrisse poi questo colloquio e disse come a quel tempo Hitler era convinto di essere lo strumento che avrebbe spianato la strada al ritorno degli Hohenzollern, non tanto per la gloria di poter tornare all'impero, ma perché attraverso questa amicizia egli avrebbe potuto aumentare ancora più la propria potenza e l'influsso dei propri ideali. Guglielmo, del resto, sosteneva la politica di Hitler in quanto pensava che egli avrebbe potuto fare in Germania ciò che Mussolini aveva fatto in Italia, ponendo fine all'influenza bolscevica e marxista.
Nel gennaio del 1933, come risultato di questa politica di amicizia, il principe Guglielmo sostenne assieme a Elard von Oldenburg-Januschau e ad altri la nomina di Hitler a cancelliere, ma dopo l'assassinio del suo amico, l'ex cancelliere Kurt von Schleicher, nella notte dei lunghi coltelli, Guglielmo si ritirò da ogni attività politica, lasciando anche le SA ed il NSKK, al quale aveva in un primo tempo aderito.

### La seconda guerra mondiale e gli ultimi anni

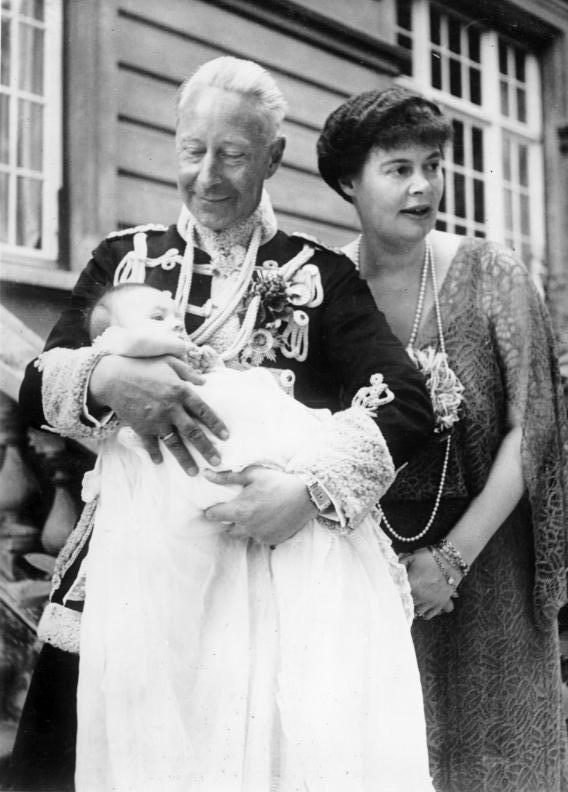
Guglielmo di Prussia con la moglie Cecilia e la nipotina Felicita

Durante la seconda guerra mondiale visse da privato cittadino nei possedimenti della sua famiglia, ma non seppe resistere nel 1939 dall'offrirsi quale ufficiale d'esercito dopo lo scoppio della seconda guerra mondiale. La sua offerta, ad ogni modo, venne rifiutata a causa del suo atteggiamento contrario al regime ed egli decise a malincuore di rimanere a guardare gli eventi. Alla morte del padre, nel 1941, Guglielmo divenne il capo della famiglia degli Hohenzollern e decise di prendere una posizione più incisiva nell'ambito politico, accostandosi a Johannes Popitz, ministro delle finanze del Reich, che stava tramando per l'uccisione di Hitler ed il rovesciamento del Partito nazista dal governo della Germania. Questa nuova affiliazione politica di Guglielmo era sempre orientata dalla convinzione che la caduta dei nazisti avrebbe potuto riportare in auge l'ideale monarchico, ideale che lo stesso Popitz appoggiava segretamente.
Nel 1945 venne catturato da alcuni combattenti marocchini agli ordini del generale francese Jean de Lattre de Tassigny e detenuto per tre settimane a Lindau, per poi essere trasferito per diverso tempo a Hechingen, ove rimase agli arresti domiciliari e dove gli fu consentito di muoversi liberamente entro un raggio di 25 km, rimanendovi sino all'ottobre del 1945.
Guglielmo morì nel 1951 presso la propria villa di Hechingen, ai piedi del castello di Hohenzollern, dominio secolare della sua famiglia, mentre le tenute di famiglia nel Brandeburgo erano occupate dalle truppe sovietiche. La causa della sua morte fu un attacco cardiaco dovuto alla sua passione per il fumo, che negli anni lo aveva logorato.

## Matrimonio e discendenza
Guglielmo sposò, il 6 giugno 1905, Cecilia di Meclemburgo-Schwerin, figlia di Federico Francesco III di Meclemburgo-Schwerin e di Anastasija Michajlovna Romanova. Dal matrimonio nacquero sei figli:
- Guglielmo (1906–1940), sposò nel 1933 Dorothea von Salviati
- Luigi Ferdinando (1907-1994), sposò nel 1938 l'ex granduchessa Kira Kirillovna Romanova (1909-1967)
- Uberto (1909-1950)
- Federico (1911-1966);
- Alessandrina (1915-1980);
- Cecilia (1917-1975).

## Opere
- Erinnerungen des Kronprinzen Wilhelm. Aus den Aufzeichnungen, Dokumenten, Tagebüchern und Gesprächen, a cura di Karl Rosner, Cotta, Stoccarda e Berlino 1922
- Meine Erinnerungen aus Deutschlands Heldenkampf, E. S. Mittler & Sohn, Berlino, 1923
- Ich suche die Wahrheit! – Ein Buch zur Kriegsschuldfrage, Cotta, Stoccarda e Berlino, 1925

## Ascendenza
|                                                                |                                                         |                                                                     | Genitori                                   |  |  | Nonni |  |  | Bisnonni                |  |  | Trisnonni                         |  |
|                                                                |                                                         |                                                                     |                                            |  |  |       |  |  | Guglielmo I di Germania |  |  | Federico Guglielmo III di Prussia |  |
|                                                                |                                                         |                                                                     |                                            |  |  |       |  |  | Guglielmo I di Germania |  |  | Federico Guglielmo III di Prussia |  |
|                                                                |                                                         | Luisa di Meclemburgo-Strelitz                                       |                                            |  |  |       |  |  | Guglielmo I di Germania |  |  |                                   |  |
| Federico III di Germania                                       |                                                         |                                                                     |                                            |  |  |       |  |  | Guglielmo I di Germania |  |  |                                   |  |
|                                                                |                                                         | Augusta di Sassonia-Weimar-Eisenach                                 | Carlo Federico di Sassonia-Weimar-Eisenach |  |  |       |  |  |                         |  |  |                                   |  |
|                                                                |                                                         | Augusta di Sassonia-Weimar-Eisenach                                 | Carlo Federico di Sassonia-Weimar-Eisenach |  |  |       |  |  |                         |  |  |                                   |  |
|                                                                |                                                         | Augusta di Sassonia-Weimar-Eisenach                                 | Maria Pavlovna di Russia                   |  |  |       |  |  |                         |  |  |                                   |  |
| Guglielmo II di Germania                                       |                                                         | Augusta di Sassonia-Weimar-Eisenach                                 |                                            |  |  |       |  |  |                         |  |  |                                   |  |
|                                                                |                                                         | Alberto di Sassonia-Coburgo-Gotha                                   | Ernesto I di Sassonia-Coburgo-Gotha        |  |  |       |  |  |                         |  |  |                                   |  |
|                                                                |                                                         | Alberto di Sassonia-Coburgo-Gotha                                   | Ernesto I di Sassonia-Coburgo-Gotha        |  |  |       |  |  |                         |  |  |                                   |  |
|                                                                |                                                         | Alberto di Sassonia-Coburgo-Gotha                                   | Luisa di Sassonia-Gotha-Altenburg          |  |  |       |  |  |                         |  |  |                                   |  |
| Vittoria di Gran Bretagna                                      |                                                         | Alberto di Sassonia-Coburgo-Gotha                                   |                                            |  |  |       |  |  |                         |  |  |                                   |  |
|                                                                |                                                         | Vittoria del Regno Unito                                            | Edoardo Augusto di Hannover                |  |  |       |  |  |                         |  |  |                                   |  |
|                                                                |                                                         | Vittoria del Regno Unito                                            | Edoardo Augusto di Hannover                |  |  |       |  |  |                         |  |  |                                   |  |
|                                                                |                                                         | Vittoria del Regno Unito                                            | Vittoria di Sassonia-Coburgo-Saalfeld      |  |  |       |  |  |                         |  |  |                                   |  |
| Guglielmo di Prussia                                           |                                                         | Vittoria del Regno Unito                                            |                                            |  |  |       |  |  |                         |  |  |                                   |  |
|                                                                | Cristiano di Schleswig-Holstein-Sonderburg-Augustenburg | Federico Cristiano II di Schleswig-Holstein-Sonderburg-Augustenburg |                                            |  |  |       |  |  |                         |  |  |                                   |  |
|                                                                | Cristiano di Schleswig-Holstein-Sonderburg-Augustenburg | Federico Cristiano II di Schleswig-Holstein-Sonderburg-Augustenburg |                                            |  |  |       |  |  |                         |  |  |                                   |  |
|                                                                | Cristiano di Schleswig-Holstein-Sonderburg-Augustenburg | Luisa Augusta di Danimarca                                          |                                            |  |  |       |  |  |                         |  |  |                                   |  |
| Federico VIII di Schleswig-Holstein-Sonderburg-Augustenburg    | Cristiano di Schleswig-Holstein-Sonderburg-Augustenburg |                                                                     |                                            |  |  |       |  |  |                         |  |  |                                   |  |
|                                                                |                                                         | Luisa Sofia di Danneskiold-Samsøe                                   | Cristiano Corrado di Danneskiold-Samsøe    |  |  |       |  |  |                         |  |  |                                   |  |
|                                                                |                                                         | Luisa Sofia di Danneskiold-Samsøe                                   | Cristiano Corrado di Danneskiold-Samsøe    |  |  |       |  |  |                         |  |  |                                   |  |
|                                                                |                                                         | Luisa Sofia di Danneskiold-Samsøe                                   | Giovanna Kaas di Mur                       |  |  |       |  |  |                         |  |  |                                   |  |
| Augusta Vittoria di Schleswig-Holstein-Sonderburg-Augustenburg |                                                         | Luisa Sofia di Danneskiold-Samsøe                                   |                                            |  |  |       |  |  |                         |  |  |                                   |  |
|                                                                |                                                         | Ernesto I di Hohenlohe-Langenburg                                   | Carlo Ludovico I di Hohenlohe-Langenburg   |  |  |       |  |  |                         |  |  |                                   |  |
|                                                                |                                                         | Ernesto I di Hohenlohe-Langenburg                                   | Carlo Ludovico I di Hohenlohe-Langenburg   |  |  |       |  |  |                         |  |  |                                   |  |
|                                                                |                                                         | Ernesto I di Hohenlohe-Langenburg                                   | Amalia Enrichetta di Solms-Baruth          |  |  |       |  |  |                         |  |  |                                   |  |
| Adelaide di Hohenlohe-Langenburg                               |                                                         | Ernesto I di Hohenlohe-Langenburg                                   |                                            |  |  |       |  |  |                         |  |  |                                   |  |
|                                                                |                                                         | Feodora di Leiningen                                                | Emilio Carlo di Leiningen                  |  |  |       |  |  |                         |  |  |                                   |  |
|                                                                |                                                         | Feodora di Leiningen                                                | Emilio Carlo di Leiningen                  |  |  |       |  |  |                         |  |  |                                   |  |
|                                                                |                                                         | Feodora di Leiningen                                                | Vittoria di Sassonia-Coburgo-Saalfeld      |  |  |       |  |  |                         |  |  |                                   |  |
|                                                                |                                                         | Feodora di Leiningen                                                |                                            |  |  |       |  |  |                         |  |  |                                   |  |